# Казахи в Канада
Казахите в Канада са етническа група в Канада. Тяхната асоциация е създадена през ноември 2003. 

## Численост
Казахите в Канада са общо 2270 на брой. (2011) 

## Религия
Основно казахите в страната изповядват сунитски ислям и християнство. 